# 247Sports.com
247Sports是一個美國的體育網站，主要關注於美國大學的美式足球及籃球賽事，同時也包括大學的運動員新生招募。

## 歷史
247Sports成立於2010年，網站資訊受到許多體育新聞媒體的引用，包括《達拉斯晨報》和《華盛頓郵報》。該網站還為體育新聞媒體提供關於球員招募的特別報導，其中包括《體育畫報》。
2012年11月，247Sports宣布與CBS體育簽訂合作契約，247Sports將提供內容給CBS的數位平台（包括CBSSports.com），而CBS體育則負責網站的廣告銷售。
2013年5月，247Sports與美國陸軍達成長期協議，取代了其競爭對手Rivals.com成為美國陸軍全美盃和美國陸軍全國選拔賽的官方線上合作夥伴。2015年12月，CBS宣布收購247Sports。
2017年2月，247Sports收購了Scout.com。 2017年10月，247Sports宣布與Pro Football Focus（PFF）合作提供FBS大學美式足球的資訊，247Sports在一個專門的微網站上提供最新的運動員數據，並且利用PFF的統計和分析，對每個球員在每場比賽中的表現進行評分。
2020年初，247Sports聘請喬治亞州哥倫布市的體育主播喬希·佩特在247Sports的YouTube頻道上主持一個名為 "Late Kick Live "的節目。截至2021年2月，247Sports YouTube頻道的總觀看次數已突破1000萬。
2020年8月，公司創辦人兼執行長香農·特里辭職離開公司。

## 綜合評分系統
247Sports對高中美式足球和籃球新秀主要有兩個評分方式：一個是由247Sports自身的球探人員進行的內部評分，另一個是247Sports的綜合評分，是由主要的招募服務機構利用專門的算法對球員進行公開評分。這個綜合評分系統最初是由247Sports的內部評分、Rivals.com、ESPN和Scout.com的評分組成，但自從2017年247Sports收購了Scout之後，綜合評分的組成只剩下前三個單位的評分。同時綜合評分為了防止來自其他網站的惡作劇，將不會包括任何在247Sports上還沒有招募資料的運動員。由此產生的評級系統可以被視為業界對全國頂級新人的共識。

## 合作夥伴
247Sports與下列大學聯盟進行配合：
- 大西洋沿岸聯盟
- 十大聯盟
- 12大聯盟
- 合眾國聯盟
- 太平洋十二校聯盟
- 東南聯盟
- 南部聯盟
- 太陽帶聯盟
- 殖民地體育聯盟（英语：Colonial Athletic Association）